# Vanguard (Schiff, 1910)
Die Vanguard, auch HMS Vanguard, war ein Schlachtschiff (Dreadnought) der St-Vincent-Klasse der britischen Marine, das 1910 in Dienst gestellt wurde und im Juli 1917 in Scapa Flow durch eine interne Explosion zerstört wurde.

## Geschichte des Schiffs
Die Vanguard wurde am 2. April 1908 Barrow-in-Furness auf Kiel gelegt, am 22. Februar 1909 vom Stapel gelassen und am 1. März 1910 für den Einsatz in der 1. Division der Home Fleet in Dienst gestellt
Zwischen dem 17. und 20. Juli 1914 nahm die Vanguard an einer Test-Mobilmachung und Flottenüberprüfung als britische Reaktion auf die Julikrise teil. Nach ihrer Ankunft in Portland am 25. Juli erhielt sie den Befehl, sich vier Tage später mit dem Rest der Home Fleet nach Scapa Flow zu begeben, um die Flotte vor einem möglichen deutschen Überraschungsangriff zu schützen.

### Erster Weltkrieg
Im August 1914, nach Ausbruch des Ersten Weltkriegs, wurde die Home Fleet als Grand Fleet reorganisiert und dem Kommando von Admiral Jellicoe unterstellt. Am 16. Oktober wurde die Vanguard zusammen mit ihrem Geschwader nach Loch na Keal an der Westküste Schottlands entsandt. Am Morgen des 27. Oktober brach man zu Schießübungen vor der Nordküste Irlands auf. Am Abend des 22. November 1914 unternahm die Grand Fleet einen erfolglosen Vorstoß in die südliche Hälfte der Nordsee, wobei die Vanguard mit dem Hauptverband zur Unterstützung des 1. Schlachtkreuzergeschwaders von Vizeadmiral David Beatty bereitstand. Am 27. November war die Flotte zurück im Hafen von Scapa Flow.

### Raid auf Scarborough, Hartlepool und Whitby
Am 14. Dezember hatte Room 40, eine nachrichtendienstliche Abteilung der britischen Admiralität, deutsche Funksprüche entschlüsselt, die Admiral von Ingenohls Plan für einen Angriff auf Scarborough, Hartlepool und Whitby durch Franz von Hippers Aufklärungsgruppe I enthielten. In Unkenntnis der Briten sollte Hipper jedoch durch die Hochseeflotte verstärkt werden. Die Briten stachen am 15. Dezember in See mit der Absicht, die deutschen Schiffe auf ihrer Rückfahrt in einen Hinterhalt zu locken. In den frühen Morgenstunden des 16. Dezember und bei schwerer See kam es zum Gefecht zwischen britischen und deutschen Zerstörern. Doch von Ingenohl befahl seinen Schiffen aus Sorge vor einem massierten Angriff britischer Zerstörer abzudrehen.
Ende Dezember führte die Grand Fleet weitere Patrouillen in der Nordsee durch, jedoch ohne auf deutsche Schiffe zu treffen. Am Abend des 23. Januar lief der größte Teil der Grand Fleet von Scapa Flow aus, um Beattys Schlachtkreuzer zu unterstützen, war jedoch zu weit entfernt, um am folgenden Tag am Gefecht auf der Doggerbank teilnehmen zu können. Vom 7. bis 10. März unternahm die Grand Fleet eine Aufklärungsfahrt in der nördlichen Nordsee, bei dem sie Übungsmanöver durchführte. Vom 17. bis 19. Mai und vom 29. bis 31. Mai unternahm die Grand Fleet Vorstöße in die zentrale Nordsee, ohne auf deutsche Schiffe zu stoßen. Vom 11. bis 14. Juni führte die Flotte erneut Geschütz- und Gefechtsübungen westlich von Shetland durch. Vom 2. bis 5. September unternahm die Flotte eine weitere Fahrt in der Nordsee, bei der sie Geschützübungen durchführte, und verbrachte den Rest des Monats mit zahlreichen Trainings. Vom 13. bis 15. Oktober unternahm das Schiff zusammen mit dem Großteil der Grand Fleet einen weiteren Einsatz in der Nordsee. Fast drei Wochen später, vom 2. bis 5. November, nahm die Vanguard an einer weiteren Flottenübung westlich von Orkney teil. In der Nacht zum 25. März verließen die Vanguard und der Rest der Flotte Scapa Flow, um Beattys Schlachtkreuzer bei dem Angriff auf den deutschen Zeppelinstützpunkt in Tondern zu unterstützen. Als sich die Grand Fleet am 26. März dem Gebiet näherte, hatten sich die britischen und deutschen Streitkräfte bereits getrennt und ein starker Sturm bedrohte die kleineren Schiffe, so dass die Flotte den Befehl erhielt, zur Basis zurückzukehren. Am 21. April führte die Grand Fleet ein Ablenkungsmanöver vor Horns Riff durch, um es der kaiserlich russischen Marine zu ermöglichen ihre Minenfelder in der Ostsee neu zu verlegen. Am 24. April kehrte die Flotte nach Scapa Flow zurück, erhielt dort neuen Proviant, neue Munition und neue Kohle und stach erneut in Richtung englischer Ostküste in See, da man aufgrund von Geheimdienstberichten einen Angriff der Deutschen auf Lowestoft befürchtete. Man erreichte das Gebiet aber erst, nachdem sich die Deutschen bereits zurückgezogen hatten.

#### Skagerrakschlacht
Um einen Teil der Grand Fleet aus ihren Häfen zu locken und zu vernichten, verließ die deutsche Hochseeflotte, bestehend aus 16 Schlachtschiffen, 6 Einheitslinienschiffen und weiteren Schiffen, am frühen Morgen des 31. Mai Wilhelmshaven. Die Flotte fuhr in gemeinsamer Formation mit den fünf Schlachtkreuzern von Vizeadmiral Franz Hipper. Die nachrichtendienstliche Abteilung der britischen Admiralität Room 40 hatte den deutschen Funkverkehr mit den Operationsplänen abgefangen und entschlüsselt. Daraufhin befahl die Admiralität der Grand Fleet, die insgesamt 28 Schlachtschiffe und 9 Schlachtkreuzer umfasste, noch in der Nacht auszulaufen, um die Hochseeflotte abzuschneiden und zu vernichten.

Manöver der britischen (blau) und deutschen (rot) Flotte vom 31. Mai bis 1. Juni 1916

### Verlust
Während sie in Scapa Flow längsseits der Royal Oak vor Anker lag, explodierte die Vanguard am 9. Juli 1917 um 23:30 Uhr und sank innerhalb von wenigen Sekunden. Der Explosionsblitz soll die ganze Flotte taghell beleuchtet haben. Ein Reporter der Lokalzeitung „The Orcadian“ beobachtete eine V-förmige Feuersäule, dann eine „furchtbare Explosion“ und anschließend einen Regen brennender Trümmer, der über ganz Scapa Flow niederging und auf der Insel Flotta einen Teil der Heide in Brand setzte. Andere Augenzeugen beobachteten eine erste Explosion nahe dem Vormast, der zwei wesentlich schwerere Detonationen folgten, die erste im Bereich der mittleren Geschütztürme P und Q, die zweite war wegen Flammen und Rauch nicht mehr genau zu lokalisieren. Nur zwei Besatzungsmitglieder überlebten die Katastrophe, ein Offizier starb an seinen Verletzungen. Zu den Opfern gehörte auch ein japanischer Verbindungsoffizier. Etwa 70 Männer überlebten, weil sie sich zum Zeitpunkt des Unglücks an Land oder auf anderen Schiffen befanden. Die lange unsichere exakte Anzahl der Opfer beläuft sich neueren Forschungen zufolge auf 843. Man vermutete, dass es einen nicht erkannten Brand in einem Kohlebunker gegeben habe. Dadurch sei an einem angrenzenden Schott gelagertes Kordit im Munitionsmagazin für die Geschütztürme P und Q so erhitzt worden, dass es sich entzündete und eine Explosion des Magazins auslöste. Es ist jedoch auch denkbar, dass das Kordit aufgrund chemischer Zerfallsprozesse instabil wurde und sich selbst entzündete.

## Das Wrack
Die mit einer Boje markierten Reste der Vanguard liegen etwa 1,5 km nordnordöstlich der Insel Flotta auf der Position 58° 51′ N, 3° 6′ W in 34 m Tiefe. Das Wrack weist massive Zerstörungen durch die Explosion auf; eine Sektion des Bugs mit Pollern und Ankerwinden steht aufrecht auf dem mit Trümmern übersäten Meeresgrund, vom Heck existiert nur noch ein etwa 20 m langes Teilstück. Die Überreste der Vanguard haben den Status eines Kriegsgrabs und werden durch den Protection of Military Remains Act von 1986 als „Controlled Site“ geschützt. Dies bedeutet für die Wrackposition und einen Umkreis von 200 m ein striktes Tauchverbot, das nur in Ausnahmefällen aufgehoben wird. Auch jegliche Form von Bergungsaktivität ist untersagt.
Der Untergang der Vanguard ist bis heute das schwerwiegendste Explosionsunglück in der Geschichte Großbritanniens und einer der schwersten Unglücksfälle in der Geschichte der Royal Navy. An die 843 Toten erinnert ein keltisches Hochkreuz auf dem Friedhof von Lyness auf der Insel Hoy, wo sich auch die Gräber von 18 geborgenen Opfern befinden.
Im Juli 2025 konnte die Schiffsglocke geborgen werden. Sie wurde nach Restaurierungsarbeiten als Leihgabe des National Museum of the Royal Navy (NMRN) im Scapa Flow Museum in Orkney ausgestellt.